# Das Herz einer Frau
Pour plus de détails, voir Fiche technique et Distribution.
Das Herz einer Frau (titre français : Cœur de femme) est un film autrichien réalisé par Georg Jacoby sorti en 1951.

## Synopsis
L'ingénieur Werner Stein est veuf depuis un certain temps et n'est pas encore prêt à chercher une nouvelle épouse. Son fils, le petit Konrad, voit les choses différemment et pense que papa a absolument besoin d'une nouvelle épouse, tout autant qu'il aimerait avoir une nouvelle maman. Konrad commence à chercher une femme appropriée. Il la découvre dans un café viennois. Konrad voit une belle jeune femme aux cheveux noirs. Avec une insouciance enfantine, il parle à la jeune femme nommée Thea Moreno et lui demande si elle aimerait l'accompagner chez lui. Thea est un peu surprise, mais succombe finalement au charme enfantin du garçon et le suit, car elle pense que tout cela est plus une blague et que la chose est amusante.
Thea Moreno est une chanteuse d'opérette bien connue mais ne se présente pas au père tout aussi surpris Konrad sous ce nom de scène, mais sous son véritable nom. Des sentiments se développent entre les deux adultes et Thea commence à vraiment aimer l'enfant. Mais Werner découvre qui est vraiment Thea. L'ingénieur insinue qu'elle ne s'implique avec l'orphelin et lui que pour que ce soit une bonne publicité. L'artiste les quitte, profondément émue. Mais le garçon n’abandonne pas et Konrad court même après la nouvelle « mère » jusqu’à la scène du théâtre. Tous les malentendus peuvent être dissipés et les trois protagonistes deviennent finalement une vraie famille.

## Fiche technique
- Titre : Das Herz einer Frau
- Réalisation : Georg Jacoby assisté de Karl Stanzl
- Scénario : Johannes Mario Simmel, Friedrich Schreyvogl
- Musique : Nico Dostal
- Direction artistique : Hans Rouc, Julius von Borsody
- Costumes : Hill Reihs-Gromes
- Photographie : Hanns König
- Son : Hans Riedl
- Montage : Josef Juvancic
- Production : J. A. Vesely (de)
- Sociétés de production : Nova-Film
- Société de distribution : Progress Film-Vertrieb
- Pays d'origine :  Autriche
- Langue : allemand
- Format : Couleur - 1,37:1 - Mono - 35 mm
- Genre : romantique
- Durée : 95 minutes
- Dates de sortie :
  -  Autriche : 17 août 1951.
  -  Allemagne de l'Est : 20 juin 1952.
  -  Suède : 8 septembre 1952.
  -  France : 16 octobre 1952[1].

## Distribution
- Stefan Skodler : Werner Stein
- Kurt Baumgartner : Konrad Stein, son fils
- Marianne Schönauer : Thea Moreno
- Hella Ferstl : Fanny
- Walter Müller : Berger
- Rudolf Carl : Wambausek
- Heinz Conrads : Le reporter
- Maria Eis : Mme Pospischil

## Source de la traduction
- (de) Cet article est partiellement ou en totalité issu de l’article de Wikipédia en allemand intitulé « Das Herz einer Frau » (voir la liste des auteurs).